# Hornoklasec
Hornoklasec (Orostachys) je rod sukulentních rostlin z čeledi tlusticovitých, z nichž některé jsou podobné netřeskům.

## Popis
Vytváří přízemní růžice krátkých dužnatých listů. Jsou to rostliny víceleté, avšak po vykvetení rostlina odumře (patří mezi monokarpické rostliny). Jedná se převážně o horské rostliny Asie. Hornoklasce se v poslední době stávají oblíbenými zahradními rostlinami, zejména do skalek.

## Rozšíření
Rod zahrnuje celkem 13 druhů. Je rozšířen v Eurasii od východních oblastí evropského Ruska přes Střední Asii a Sibiř až po Ruský Dálný východ, Japonsko a Čínu.
V České republice tato rostlina neroste.

## Druhy
- Orostachys aggregata (Makino) H. Hara
- Orostachys boehmeri V.N. Boriss. – také O. furusei endemit z Japonska
- Orostachys cartilaginea (H. Lév.) A. Berger
- Orostachys chanetii  A. Berger
- Orostachys fimbriata (Turcz.) A.Berger
- Orostachys genkaiensis Ohwi
- Orostachys iwarenge  Hara – Čína
- Orostachys japonica A. Berger – Rock pine
- Orostachys malacophylla (Pall.) Fisch. – typová rostlina
- Orostachys minuta (Kom.) A. Berger
- Orostachys paradoxa (Khokhr. & Vorosch.) Czerep.
- Orostachys sikokiana (Makino) Ohwi
- Orostachys spinosa (L.) Sweet
- Orostachys thyrsiflora Fisch.